# 1999 nen no natsu yasumi
1999 nen no natsu yasumi (1999年の夏休み?, Sen-kyūhyaku-kyūjū-kyū no natsu yasumi, lett. "Le vacanze estive del 1999") è un film giapponese del 1988 diretto da Shūsuke Kaneko.
La pellicola è l'adattamento live action del manga Il cuore di Thomas di Moto Hagio. È noto in Occidente con il titolo Summer Vacation 1999, traduzione letterale dell'originale, benché il sottotitolo ufficiale in inglese sia Summer of 1999.
Uscito nei cinema giapponesi il 26 marzo 1988, è diventato nel tempo un cult generazionale per i suoi temi, il cast en travesti e l'inusuale fusione fra generi narrativi molto diversi. L'influenza del film si può ritrovare in musicisti come il dj scozzese Momus, che dal film ha tratto la canzone Summer Holiday 1999, e in registi di anime come Hideaki Anno e Kunihiko Ikuhara.
In patria il film viene ciclicamente riproiettato, come avviene a Milano per The Rocky Horror Picture Show o nei paesi anglofoni per Tutti insieme appassionatamente. In occasione del trentennale, il film è stato riproiettato in versione rimasterizzata in 4K.

## Trama

### Differenze con il fumetto
L'adattamento cinematografico de Il cuore di Thomas è solo parzialmente dedotto dall'opera originale. Nella sua conversione cinematografica, infatti, sono state operate numerose modifiche sia di forma sia di sostanza.
Personaggi
Ne Il cuore di Thomas il collegio tedesco è popolato da numerosi studenti, che svolgono la funzione del coro greco intorno ai personaggi principali. Nel film, invece, si è spostata l'azione dall'inverno all'estate, e con questo stratagemma si sono lasciati nella scuola solo i tre studenti che non avevano una famiglia dove tornare: in questo modo il cast è stato fortemente ridotto e l'attenzione accentrata solo sui protagonisti.
Tempo
Il fumetto, realizzato nel 1974, è ambientato in un non lontano passato (sono presenti treni ed elementi della contemporaneità), mentre il film del 1988 in un non lontano futuro: il 1999 viene rappresentato attraverso tecnologie come computer, giradischi e macchinari vari di stampo cyberpunk e riconducibili a un gusto che al tempo era diffuso e testimoniato anche dalle opere del regista Shin'ya Tsukamoto.
Ambientazione
Per ragioni economiche, tutte le ambientazioni sono state spostate dalla Germania al Giappone, per quanto non venga mai specificato nel film in quale nazione ci si trovi, al contrario di quanto avviene nel fumetto. Le location sono state scelta nella zona centrale dell'isola di Honshū e coinvolgono cinque prefetture.
- L'originale collegio privato tedesco nell'opera della Hagio è stato reso nel film con un edificio pubblico di Yokohama, il palazzo per esposizioni Ōkurayama kinenkan (大倉山記念館? Ōkurayama Memorial Hall), che presenta esternamente forme ispirate all'architettura tedesca e in particolare alla Konzerthaus di Karl Friedrich Schinkel, con un fronte esastilo timpanato e ampia scalinata basamentale.
- Il refettorio della scuola è stato ambientato in quello del Saint Joseph College, una scuola privata cristiana di Yokohama.
- Il dormitorio degli studenti, con il corridoio e le stanze, è stato ambientato nel vecchio hotel della YMCA di Tōkyō. Subito dopo le riprese del film, il palazzo è stato demolito per far posto al nuovo hotel dell'organizzazione.
- L'atelier di Marie, la madre di Kaoru, è situato in un edificio di Jingūmae, una zona di Shibuya a Tokyo, fra le stazioni di Harajuku e Gaienmae. Il palazzo, costruito nel giugno 1986[7] nello stile decostruttivista di Peter Eisenman, si chiama Lunar House Part 4 (ルナーハウスパート４?) per via del grande finestrone a forma di spicchio di Luna sul tetto, ed è sede di vari negozi.
- La stazione dove scende il nuovo studente, totalmente assente nel fumetto, è quella di Sakado nella prefettura di Saitama e non esiste più in quella forma. All'epoca delle riprese del film, infatti, si trattava di una mujin'eki (無人駅?), cioè di una piattaforma senza personale in una zona non residenziale; durante gli anni novanta, però, la zona ha subito un boom abitativo passando da campagna a città, ed è stata costruita una nuova stazione completa che si trova al centro di una zona residenziale.
- Mentre nel fumetto il luogo del suicidio di Thomas è un ponte ferroviario, nel film è stato cambiato con uno sperone di roccia: si trova sull'altopiano di Yachiho, nella prefettura di Nagano, nota meta del turismo montano per l'escursionismo in estate e per gli sport sulla neve in inverno, che ospita anche il bosco di betulle bianche dove si svolgono i dialoghi che Kazuhiko ha con Yū prima e Kaoru poi.
- Il lago dove si getta Yū non si trova sotto lo sperone di roccia: è in realtà il bacino artificiale Usui, nella prefettura di Gunma. Nel film è possibile vedere la diga Sakamoto e l'imbarcadero dov'è legata la barchetta, ma attualmente non hanno più quell'aspetto: la diga è stata fortemente modificata con l'aggiunta di un ponte panoramico d'acciaio rosso che in autunno si fonde con la vegetazione circostante, e l'imbarcadero è stato sostituito con una nuova banchina molto più lunga per consentire la pesca.

Abbigliamento
Ne Il cuore di Thomas è inverno e gli studenti della scuola indossano completo nero con camicia bianca a maniche lunghe, maglioncino e un cravattino sottile legato a fiocchetto. Il film, svolgendosi in estate, modifica questo vestiario: le attrici indossano camicia bianca con un golf smanicato, o con bretelle e cravatta, e pantaloncini corti scuri che svelano calzini tenuti su da reggicalze maschili. Quest'ultimo dettaglio, molto vistoso e spesso inquadrato specificatamente, si è rivelato di fondamentale ispirazione per la moda lolita.
Musica
Nel fumetto la musica è presente solo in una scena in cui il coro degli studenti esegue la terza strofa del Das Lied der Deutschen, l'inno nazionale tedesco, ma non ha alcuna funzione narrativa. Nel film, invece, le attrici suonano il primo movimento del trio per pianoforte, violino e violoncello op. 97 di Ludwig van Beethoven, noto come Trio dell'Arciduca, per mostrare il carattere dei personaggi; lo stesso brano viene in precedenza canticchiato da Norio mentre cucina la colazione.
Letteratura
Nel fumetto, Julusmole scrive alla lavagna alcuni versi in tedesco dalla poesia Heidenröslein di Goethe, mentre nel film Yū cita il celebre brano dell'uovo e del pulcino dal Demian di Hermann Hesse, lo stesso che sarà poi d'ispirazione ai Be-Papas per la serie animata La rivoluzione di Utena.

## Colonna sonora

### Summer Holiday 1999
Per il suo album del 1992 Voyager, il dj scozzese Momus ha inciso una canzone intitolata Summer Holiday 1999, dichiaratamente ispirata al film fin dal titolo. Le parti del brano sono intervallate da una voce androgina che recita in giapponese il titolo della pellicola, e il testo cantato ne descrive esattamente la trama.
I long to see your face from every angle all at once, just like the faces in a Cubist composition. I remember in a film I saw they scanned somebody's brain with a machine that let you feel all his emotion: well, I know that that was only science fiction, but I'm dying to make you feel the way I feel.

Summer holiday 1999, this rush to live.

Summer holiday 1999, this wish to die.

This purity, as cold as spring snow in the wind on the island of Hokkaido.»
Desidero vedere il tuo volto da tutti gli angoli contemporaneamente, come nelle composizioni cubiste. Ricordo di aver visto in un film che scannerizzavano il cervello di una persona con una macchina che ti faceva provare i suoi sentimenti: beh, quella era solo fantascienza, ma muoio dal farti capire come mi sento.

Vacanze estive del 1999, che brama di vivere.

Vacanze estive del 1999, che voglia di morire.

Questa purezza, fredda come la neve di primavera nel vento dell'isola di Hokkaido.»